# حادثة الحصان الجنسية في إينمكلاو
1. ↑  Sokol، Zach (16 يوليو 2015). "القصة الغريبة والمحزنة للرجل المعروف بالسيد هاندز والذي توفي نتيجة ممارسته الجنس مع حصان". Vice. مؤرشف من الأصل في 2016-02-08. اطلع عليه بتاريخ 2016-01-01.

حادثة ممارسة الجنس مع الخيول في إينمكلاو كانت سلسلة من الحوادث وقعت في عام 2005 وشملت كينيث د. باينان، مهندس عمل لدى شركة بوينغ ويقيم في جيغ هاربور، واشنطن؛ جيمس مايكل تايت، سائق شاحنة؛ ورجال آخرين مجهولي الهوية. قام بينيان وتايت بتصوير وتوزيع مواد إباحية مرتبطة بالممارسات الجنسية مع الحيوانات، يظهر فيها بينيان وهو يتعرض للجماع الشرجي من حصان، تحت الاسم المستعار "مستر هاندز". بعد مشاركته في هذه النشاطات عدة مرات على مدى فترة زمنية غير معروفة، أصيب بينيان بإصابات داخلية قاتلة في إحدى هذه الحوادث.
نُشرت القصة في صحيفة "سياتل تايمز"، وكانت واحدة من أكثر القصص قراءة في الصحيفة خلال عام 2005. وقد دفعت وفاة بينيان بسرعة إلى سن قانون من قبل الهيئة التشريعية لولاية واشنطن، يحظر كل من الممارسات الجنسية مع الحيوانات وتصوير مثل هذه الأفعال بالفيديو. بموجب القانون الحالي في ولاية واشنطن، يُعد هذا الفعل جريمة من الدرجة الثالثة، يعاقب عليها بالسجن لمدة تصل إلى خمس سنوات.
نظرًا لأن الزووفيليا (الممارسات الجنسية مع الحيوانات) كانت قانونية في ولاية واشنطن في ذلك الوقت، فقد أدين تايت بدلاً من ذلك بتهمة التعدي على ممتلكات الغير، وحُكم عليه بالسجن لمدة عام مع وقف التنفيذ.